# Цукигата
Цукигата (яп. 月形町 Цукигата-тё:) — посёлок в Японии, находящийся в уезде Кабато округа Сорати губернаторства Хоккайдо. Площадь посёлка составляет 151,05 км², население — 3622 человека (30 июня 2014), плотность населения — 23,98 чел./км².

## Географическое положение
Посёлок расположен на острове Хоккайдо в губернаторстве Хоккайдо. С ним граничат города Бибай, Ивамидзава, посёлки Ураусу, Тобецу и село Синсиноцу.

## Население
Население посёлка составляет 3622 человека (30 июня 2014), а плотность — 23,98 чел./км². Изменение численности населения с 1980 по 2005 годы:
| 1980 | 5427 чел. |  |
| 1985 | 5879 чел. |  |
| 1990 | 5537 чел. |  |
| 1995 | 5310 чел. |  |
| 2000 | 5144 чел. |  |
| 2005 | 4785 чел. |  |

## Символика
Деревом посёлка считается тис остроконечный, цветком — хризантема.